# Cerro El Pital
Cerro El Pital é a montanha mais alta de El Salvador, com 2730 metros de altitude no topo e 1530 m de proeminência topográfica. Está localizado na fronteira El Salvador-Honduras. Do lado salvadorenho fica o departamento de Chalatenango, e do lado hondurenho o departamento de Ocotepeque.
Fica na Sierra Madre de Chiapas, no centro de uma floresta nublada com uma temperatura média anual de 10ºC que é o habitat de raras plantas e animais, como o quetzal e outras espécies ameaçadas.